# Koncert w Slane

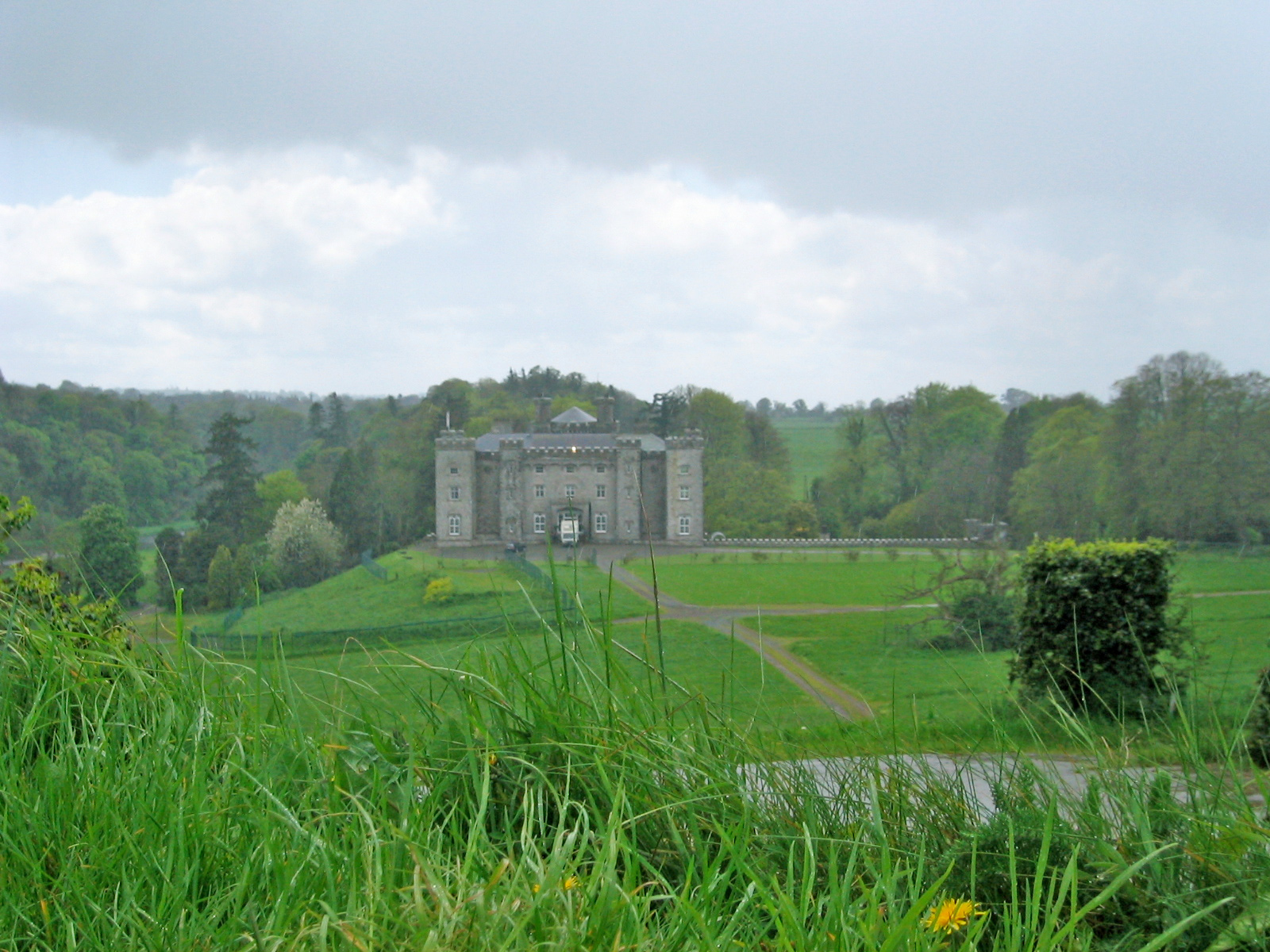
Zamek Slane (2007)

Koncert w Slane (nazywany także Slane) – koncert odbywający się raz do roku na terenie prywatnej posiadłości z zamkiem w Slane w Irlandii. Slane leży pomiędzy miastami Navan i Drogheda, w odległości 45 kilometrów od Dublina.
Koncerty zazwyczaj odbywają się w lipcowe soboty i trwają od południa do godziny 22:00. Teren wokół zamku jest naturalnie ukształtowanym amfiteatrem i podczas koncertu może pomieścić ok. 80 tys. osób.
Pierwszy występ miał miejsce w 1981 roku. Rok 2001 był jedynym, w którym miały miejsce dwa koncerty. Obydwa dała grupa U2. W ostatnich latach koncert nie odbył się w: 2005, 2008 i 2010.
W roku 1995, podczas występu zespołu R.E.M., dwie osoby utonęły w rzece Boyne otaczającej teren koncertu. Jedna próbowała przepłynąć rzekę w celu dostania się na koncert, druga rzekomo została zepchnięta z mostu.

## DVD i wideo
- Bryan Adams, na żywo ze Slane Castle (DVD)
- Red Hot Chili Peppers, Live at Slane Castle (DVD)
- U2 – U2 Go Home: Live from Slane Castle (DVD)
- Robbie Williams – Live at Slane  (DVD)
- (Koncert częściowy) Foo Fighters, Everywhere But Home (UMD)
- Queen 1986 63 minutowe wideo na żywo

## Koncerty w kolejności chronologicznej

### 1981
- Mama’s Boys
- U2
- Hazel O’Connor
- Rose Tattoo
- Sweet Savage
- The Bureau
- Megahype
- Thin Lizzy

### 1982
- J Geils Band
- The Chieftains
- George Thorogood and the Destroyers
- The Rolling Stones

### 1984
- In Tua Nua
- UB40
- Carlos Santana
- Bob Dylan
- Specjalni goście, którzy pojawili się podczas bisów Dylana: Carlos Santana, Van Morrison i Bono.

### 1985
- Bruce Springsteen

### 1986
- Chris Rea
- Fountainhead
- The Bangles
- Queen

### 1987
- Aslan
- Big Country
- The Grove
- David Bowie

### 1992
- My Little Funhouse
- Faith No More
- Soundgarden
- Guns N’ Roses

### 1993
- The Blue Angels
- 4 Non Blondes
- James
- Saw Doctors
- Van Morrison
- Pearl Jam
- Neil Young

### 1995
- Luka Bloom
- Spearhead
- Belly
- Sharon Shannon
- Oasis
- R.E.M.

### 1998
- Finlay Quaye
- Junkster
- James
- The Seahorses
- Robbie Williams
- Specjalny gość: Manic Street Preachers.
- The Verve

### 1999
- Simon Carmody
- David Gray
- Gomez
- Placebo
- Happy Mondays
- Stereophonics
- Robbie Williams

### 2000
- Macy Gray
- Muse
- Eagle Eye Cherry
- Dara
- Screaming Orphans
- Mel C
- Moby
- Bryan Adams

### 2001 (pierwszy koncert – 25 sierpnia)
- Red Hot Chili Peppers
- Coldplay
- Kelis
- JJ72
- Relish
- U2

### 2001 (drugi koncert – 1 września)
- Moby
- Ash
- Nelly Furtado
- The Walls
- Dara
- U2

### 2002
- The Charlatans
- Nickelback
- Counting Crows
- Doves
- The Revs
- Stereophonics

### 2003
- Halite
- Morcheeba
- Feeder
- PJ Harvey
- Queens of the Stone Age
- Foo Fighters
- Red Hot Chili Peppers

### 2004
- Paul Oakenfold
- Iggy Pop i The Stooges
- Madonna

### 2005 (występ odwołany)
- 50 Cent[7][8]
- Eminem[1]

### 2006
- Celtic Woman

### 2007
- Frankie Gavin
- Tinariwen
- The Hold Steady
- The Charlatans
- The Rolling Stones

### 2009
- The Blizzards
- Glasvegas
- Kasabian
- The Prodigy
- Oasis[9]

### 2011
- The Whigs
- Mona
- Thin Lizzy
- White Lies
- Elbow
- Kings of Leon